# Olympische Winterspiele 1998/Teilnehmer (Belgien)
| Gelbes Symbol für Goldmedaillen mit stilisierten Olympischen Ringen | Graues Symbol für Silbermedaillen mit stilisierten Olympischen Ringen | Braundes Symbol für Bronzemedaillen mit stilisierten Olympischen Ringen |
| ------------------------------------------------------------------- | --------------------------------------------------------------------- | ----------------------------------------------------------------------- |
| —                                                                   | —                                                                     | 1                                                                       |

Belgien nahm an den Olympischen Winterspielen 1998 im japanischen Nagano mit einem Athleten teil.

## Medaillen
Bart Veldkamp, der 1992 und 1994 für die Niederlande antrat, konnte im Eisschnelllauf eine Bronzemedaille für Belgien erringen. Belgien belegte damit Rang 22 im Medaillenspiegel.

### Bronze
- Bart Veldkamp: Eisschnelllauf, Herren, 5000 m

## Teilnehmer nach Sportarten

### Eisschnelllauf
- Bart Veldkamp
1500 m, Herren: 17. Platz – 1:51,73 min; +3,86 s
5000 m, Herren: 3. Platz – 6:28,31 min; +6,11 s
10.000 m, Herren: 4. Platz – 13:29,69 min; +14,36 s